# 比尔哈基姆桥

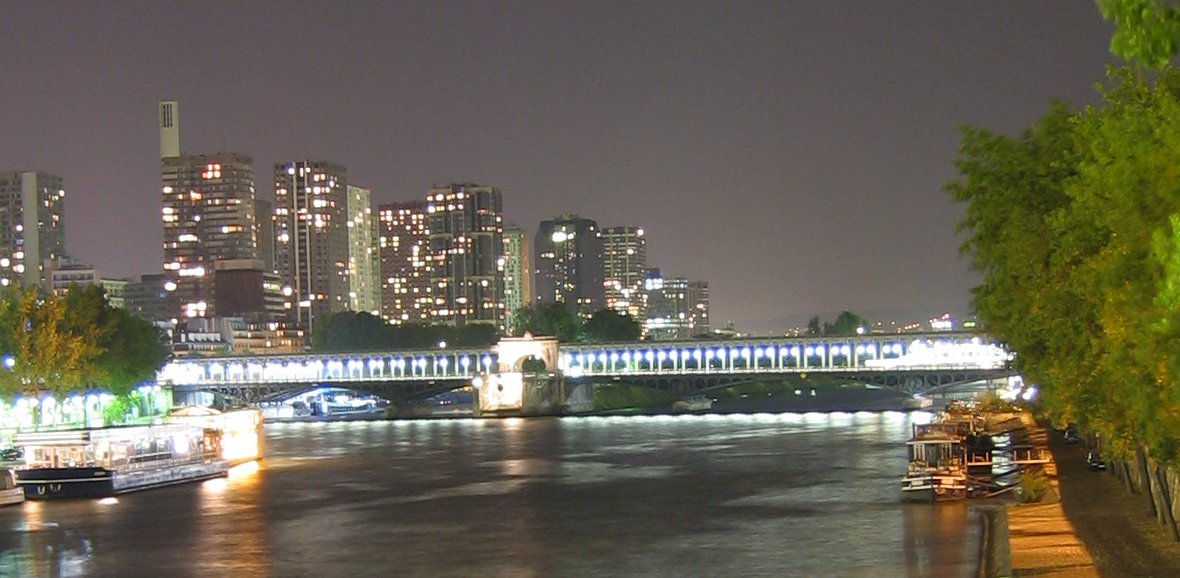
比尔哈基姆桥夜景

比尔哈基姆桥（法語：Pont de Bir-Hakeim）是一条位于法国巴黎的钢製拱桥，连接巴黎十五区和巴黎十六区，横跨塞纳河以及河道中央的天鹅岛。桥梁长237米，宽24.7米，于1905年落成。该桥原名帕西桥（Pont de Passy），为纪念比爾哈基姆戰役，1948年改为现名。
比尔哈基姆橋共有兩層，地面層較寛，兩側供汽車與行人使用；中央為自行車專用道，其上層為高架橋，供巴黎地鐵6號線使用。
《巴黎的最後探戈》和《潛行凶間》等電影都曾在此橋取景。

## 历史
这座桥最开始被命名为 "Passerelle de Passy "，是一座金属人行桥，其历史可以追溯到1878年的世界博览会。在1902年组织的一次竞赛之后，它于1903年至1905年被重建，由路易·比耶特（Louis Biette）指导，由戴德-皮莱（Daydé & Pillé）设计，并由巴黎市的建筑师让-卡米耶·福米热进行装饰，以允许行人和汽车通行，并增加了可供地铁通行的铁路，与天鹅岛连接在一起。古斯塔夫·米歇尔设计的两组铸铁雕像，分别代表海员和铁匠，装饰在石墩上，而四幅浮雕则装饰在砖石上，其中一侧是朱尔·库唐的《科学与工作》，另一侧是让-安托万·安雅尔贝的《电力与贸易》。在天鹅岛的顶端，矗立着霍尔格·韦泽金克创作的《复兴的法国》，该作品由巴黎的丹麦社区于1930年捐赠。
1949年6月18日，为了纪念6月18日呼吁的9周年，由皮埃尔-戴高乐领导的巴黎市议会组织了一次大型纪念活动，为比尔哈基姆桥和勒克莱尔将军大街举行落成典礼，期间戴高乐将军发表了讲话。比尔哈基姆桥仪式在上午结束时举行，皮埃尔-基尼格将军、自由法国协会主席埃德加·德·拉米纳将军（他们都发表了讲话）、喬治·蒂埃里·達讓利厄海军上将、马夏尔·瓦兰将军和菲利普·勒克莱尔·德·奥特克洛克将军的遗孀出席了仪式。在这次会议上，该桥被重新命名，以纪念比爾哈基姆戰役（1942年由科尼格将军和自由法国部队在利比亚作战）。从那时起，这座桥就成了自由法国人的纪念地，1955年，它与位于附近布朗利码头的自由法国第一师纪念碑联系在一起。
2023年3月，中央的人行中轴线被命名为让·保罗·贝尔蒙多长廊。

## 建筑
桥体有很多特点：
1. 一个12米的中央部分是悬臂式的；

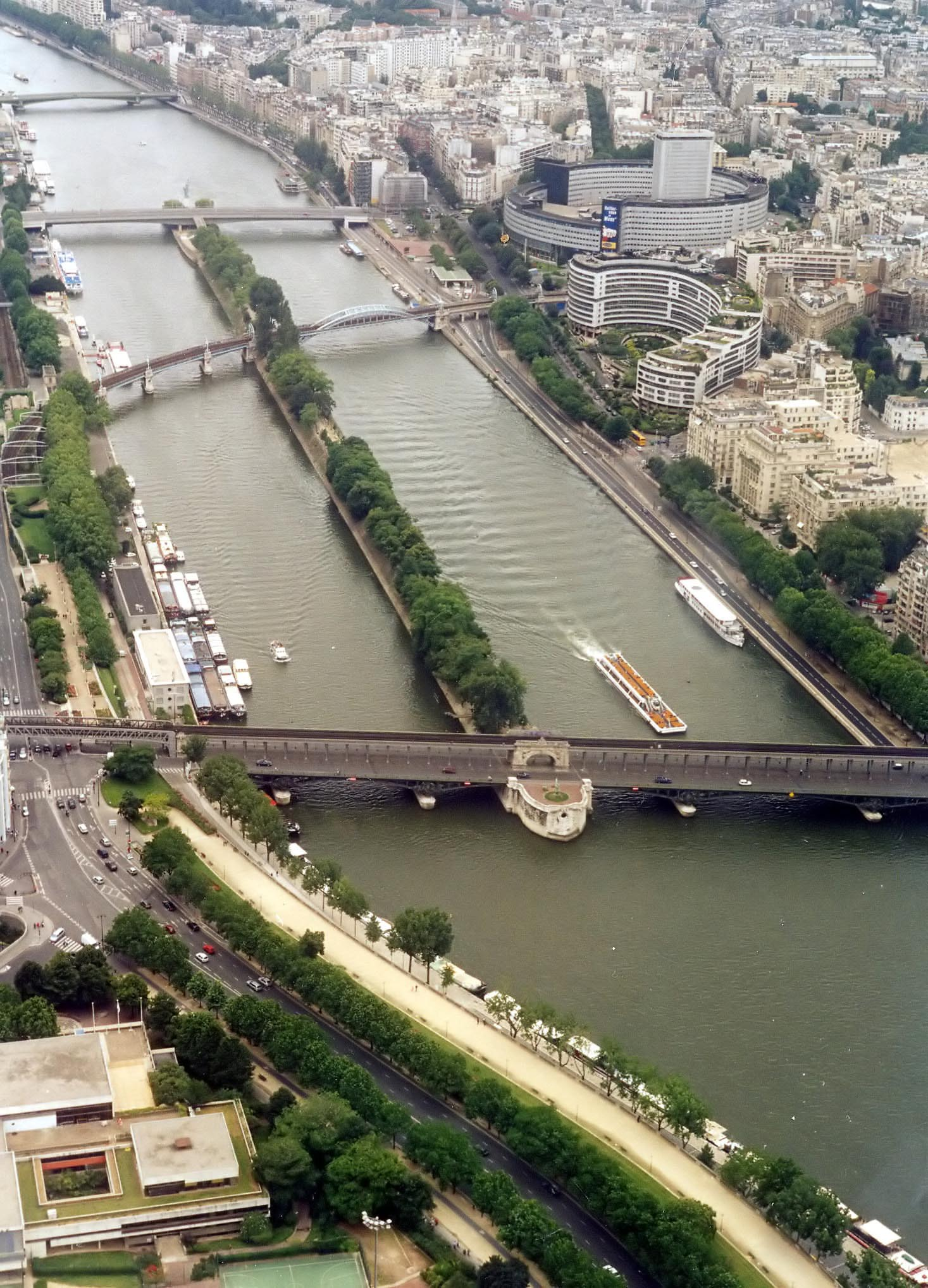
比尔哈基姆桥位于天鹅岛的北端

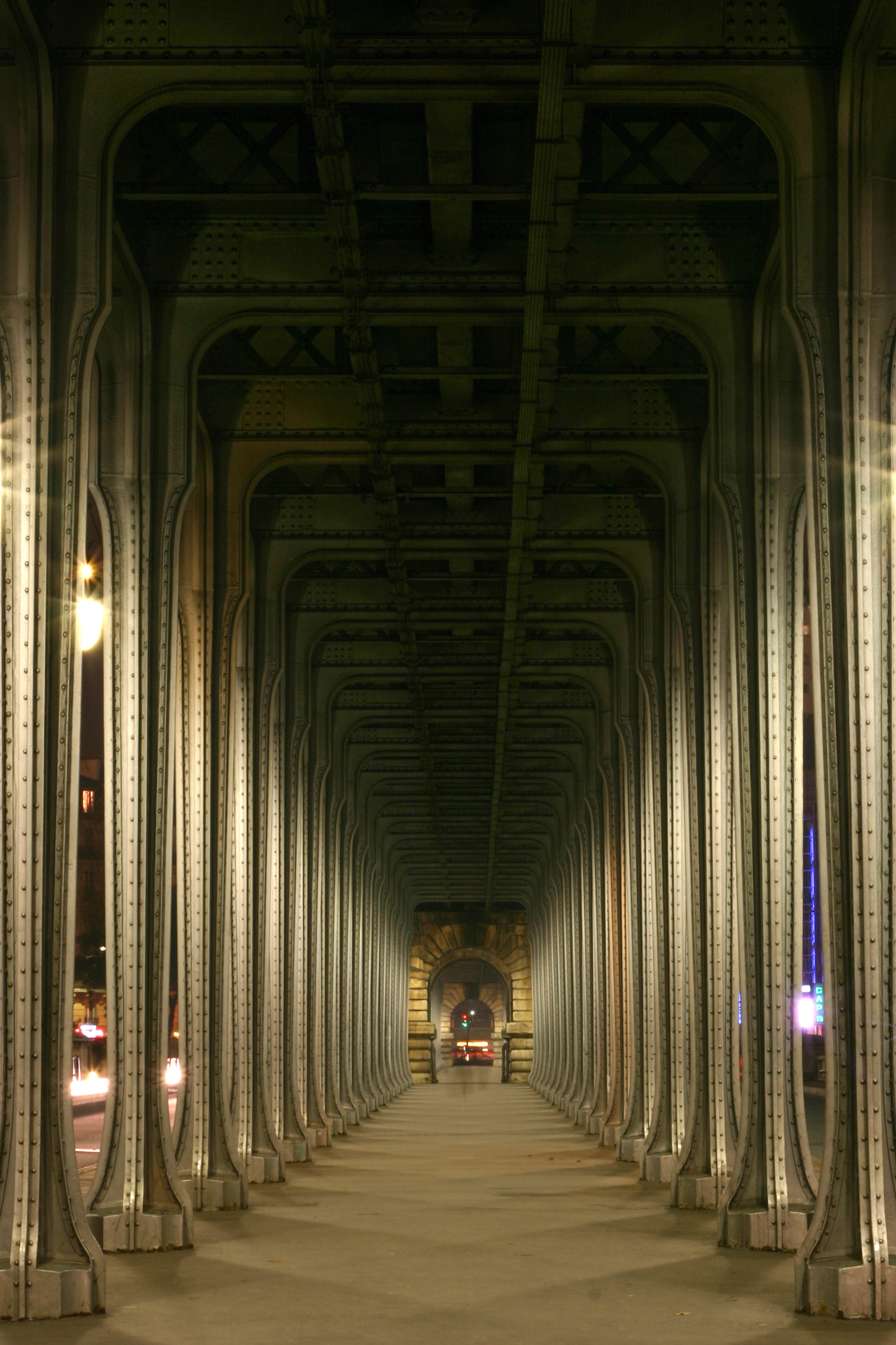
具有装饰艺术风格的桥体

2. 它有两层：一层供行人和汽车通行，另一层是高架桥，地铁6号线在上面通过；
3. 铁路高架桥由金属柱廊支撑，但在天鹅岛的出口处，它是由砖石拱门支撑的；
4. 铁路高架桥是水平的，而道路则从左岸下降到右岸，因此两个车道之间的差距并不固定；
5. 一条自行车道位于铁路高架桥正下方；
6. 桥中间的楼梯通向天鹅岛，这是一条长长的岛屿，通向格勒纳勒桥自由女神像的复制品；
7. 一块纪念牌回顾了自由法国部队第一旅在1942年5月27日至6月11日的比尔哈基姆战役中的功绩。

Template:巴黎名胜